# Ludwig Fettweis
Ludwig Fettweis (* 20. Juli 1866 in Düsseldorf; † 11. September 1944 in Darmstadt) war ein deutscher Architekt des Historismus, der vor allem in Angermund und Düsseldorf, aber auch in Duisburg, Ratingen und Unkel tätig war.

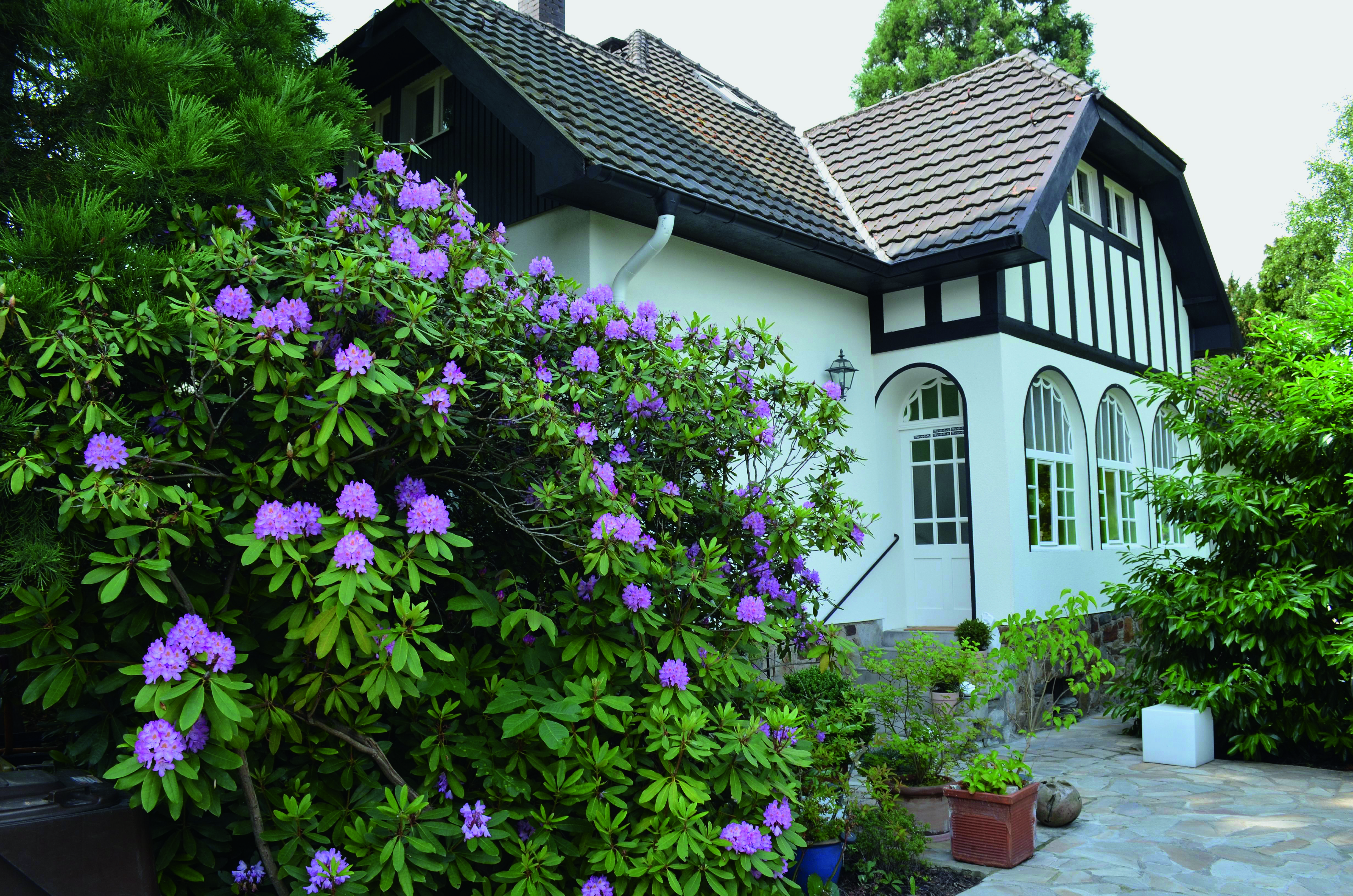
Haus Angermunder Straße 54 in Düsseldorf während der Rhododendrenblüte

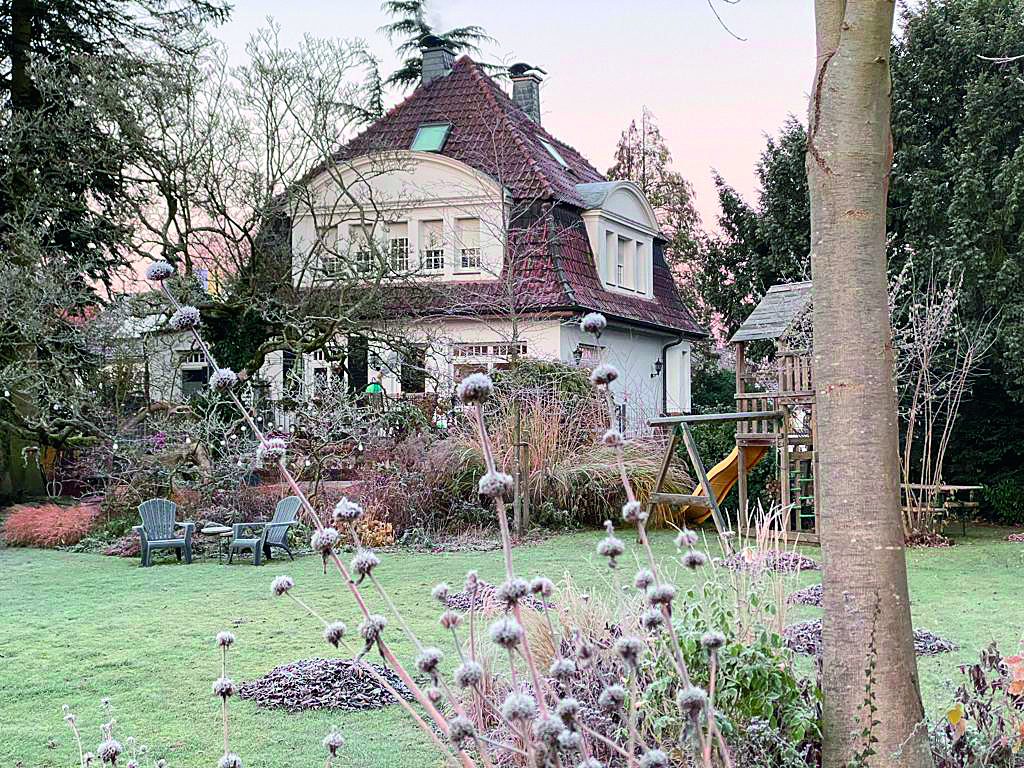
Haus Angermunder Straße 53 in Düsseldorf im Spätherbst

## Leben
Fettweis, dem seine Eltern die Vornamen „Wilhelm Heinrich Ludwig“ gegeben hatten, war der Sohn des wohlhabenden Düsseldorfer Bauunternehmers, Architekten und Bausachverständigen Peter Ludwig Fettweis (1840–1922) und dessen Ehefrau Johanna Friedrike Charlotte Hermine Katharina Fettweis geb. Quetting (1846–1924). Der Rufname von Vater und Sohn war Ludwig; zur Unterscheidung wurde der Sohn oft als Ludwig Heinr. oder Ludwig H. Fettweis bezeichnet. Laut eigenen Angaben besuchte Ludwig jun. das Realgymnasium, die Kunstakademie Düsseldorf und die Kunstgewerbeschule Düsseldorf. Der Besuch der Kunstakademie, genauer der Elementarklasse A bei Prof. Heinrich Lauenstein, dauerte 1882 lediglich ein halbes Jahr. Als Schüler der Kunstgewerbeschule erhielt Fettweis 1885 eine Belobigung für tüchtige Leistungen. Sonstige Primärquellen zu Schulbesuch und Ausbildung ließen sich bislang nicht feststellen. Die früheste Erwähnung als „Architekt Ludwig H. Fettweis“ ist 1896 seine Teilnahme am Architekturwettbewerb für das zu errichtende Restaurationsgebäude im neuen Volksgarten. Bereits 1907 wird er als „einer der tüchtigsten unter den Düsseldorfer Architekten“ bezeichnet, sein Baustil als „frisch und modern in der Verarbeitung“ charakterisiert.
Fettweis heiratete 1893 in erster Ehe Henriette Fuchs (1869–1929), aus der Ehe gingen fünf Kinder hervor. 1900 war die Familie aus Düsseldorf-Derendorf nach Angermund gezogen, wo sie schnell heimisch wurde. Ludwig Fettweis trat in die Schützenbruderschaft Angermund-Rahm ein. 1913 wurde er zum gemeinsamen ersten Vorsitzenden der Bruderschaft gewählt. 1922 trennten sich die beiden Bruderschaften einvernehmlich, weil Rahm 1917 ein eigener katholischer Seelsorgebezirk geworden war. Ludwig Fettweis wurde auf der ersten Generalversammlung der St. Sebastianus Bruderschaft Angermund 1511 e.V. zu deren Chef gewählt. 1928/29 waren er und seine Frau Henriette das Königspaar der Angermunder Schützen, doch Henriette starb im Jahr ihrer Regentschaft. Unter der Führung von Fettweis lehnte die Bruderschaft die nationalsozialistische Gleichschaltung ab und entging 1940 durch einen geschickten Schachzug der drohenden Enteignung ihres Grundbesitzes. Fettweis hatte das Amt des Chefs der Bruderschaft noch bis zu seinem Tod 1944 inne.
Als Mitglied der Zentrumspartei gehörte Fettweis von 1911 bis 1828 dem Gemeinderat der Bürgermeisterei Angermund an. Nach der kommunalen Neugliederung zum 1. August 1929 wurde er für Angermund in die neue, kommissarische Amtsvertretung der Restgemeinde Angermund und Lintorf delegiert. Fettweis war außerdem Mitglied der Auseinandersetzungskommission, die die Aufgabe hatte, die Verwaltung des bisherigen Amtes Angermund so anzupassen, dass die Organisationsstrukturen jener Gemeinden, die nach der Neugliederung nicht dem neuen Amt Ratingen-Land angehörten, in ihre nun zuständigen Amtsbezirke überführt wurden. Der Amtsvertretung des Amtes Ratingen-Land, die sich 1930 konstituierte, gehörte Fettweis nicht an. Er wird in deren Protokollbuch nicht genannt. Fettweis politische Tätigkeit endete augenscheinlich bereits vor Beginn der nationalsozialistischen Gewaltherrschaft.
1931 heiratete der verwitwete Fettweis in zweiter Ehe die aus Darmstadt stammende Geschäftsfrau Mathilde Engel. Fettweis behielt zunächst sein Büro in Düsseldorf. Wann er genau nach Darmstadt zog, ist unbekannt. Der Vermerk der Angermunder Bürgermeisterei auf Fettweis’ Meldekarte „ohne Abmeldung nach Darmstadt verzogen“ ist undatiert. Später wurde dann auf der Meldekarte mit Datum vom 14. November 1938 als neue Adresse von „Darmstadt, Schuchardstr. 8“ eingetragen.
Ludwig Fettweis, seine Frau Mathilde und deren Schwester Luise Engel kamen bei dem verheerenden Luftangriff auf Darmstadt vom 11./12. September 1944 ums Leben.

## Wirken als Architekt
Seit Beginn des 20. Jahrhunderts hatte Fettweis sich bei anspruchsvollen Kunden einen Namen gemacht. In seinen Entwürfen – überwiegend für bürgerliche Familien, die sich eine Villa auf dem Land bauen wollten – zitierte Fettweis epochentypisch Architektur-Elemente unterschiedlicher Stilrichtungen und Regionen wie des Schwarzwalds, der Normandie oder aus England. In Angermund erinnern einige der von Fettweis entworfenen Häuser entfernt an die Architektur in den Villenvierteln der Seebäder in der Normandie. Das eklektizistische Stilgemisch zeichnete offenbar alle Badeorte Europas des 19. Jh. aus – je nach Fantasie des Bauherrn und der mangelnden Originalität des ausführenden Architekten. Letztere trifft auf Ludwig Fettweis nicht zu. Jedes der von ihm gebauten Häuser, ob in Angermund, Düsseldorf oder Unkel, hat seinen ganz eigenen Charakter, der natürlich vom Zeitgeschmack der Bauherren und des Architekten geprägt ist. Während Fettweis in einigen seiner frühen Entwürfe Bauten aus anderen Epochen und Regionen stilrein „nachahmte“, weisen andere Häuser tatsächlich ein Stilgemisch auf. Gleichzeitig baute Fettweis auch im Jugend- und Reformstil. Bei der Verwirklichung seiner Entwürfe unterschiedlicher Stilrichtungen in zeitgleich laufenden Bauvorhaben handelt es sich nicht um eine evolutionäre Weiterentwicklung, sondern um parallele Realisierungen des Historismus-typischen Stilpluralismus. Die Fettweis-Häuser wirken noch heute individuell, auch weil ihre Zahl klein ist. Sie wurden mit räumlichen Abstand zueinander gebaut und unterscheiden sich vom Stil der anderen, im gleichen Baugebiet tätigen Architekten klar. Bei den „Auftragsarbeiten“ dürfte die Individualität vor allem die Vorstellungen der jeweiligen Bauherren widerspiegeln. Bei den auf eigene Rechnung gebauten Häusern ist sein persönlicher Stil mit wiederkehrender Formensprache am besten erkennbar; zu deren Epoche-typischen Gestaltungselementen gehören vor allem:
- umlaufende Bruchsteinsockel
- darüber weiß verputzte Außenwände
- markante Giebel, häufig mit englischem / normannischem Fachwerk
- Mansard- und Walmdächer unterschiedlicher Formen
- Dachgauben mit geschwungenen Traufseiten
- Türmchen, Balkone und Erker
- vereinzelt klassizistische Elemente (Reliefs, Säulen)

Einige der nach Fettweis-Plänen in Angermund gebauten Häuser sollen zunächst als Wochenend- und Ferienhäuser entstanden sein. Die Käufer dieser Häuser kamen aus den nahen Städten Düsseldorf und Duisburg. Mit der fortschreitenden Verbesserung der Verkehrsanbindung wurden die Sommer- bzw. Wochenendhäuser zu Hauptwohnsitzen, weil die Eigentümer ihre Stadtwohnungen aufgaben und lieber dauerhaft im ländlichen Angermund wohnten.
Von Fettweis entworfene Gebäude wurden inzwischen auch in Ratingen-Lintorf und in Duisburg (Beeck, Walsum und Wehoven) nachgewiesen.

## Chef der St. Sebastianus Bruderschaft Angermund
Fettweis war zunächst ab 1913 der „1. Gemeinsame Vorsitzende der Schützenbruderschaft Angermund-Rahm“. Nach der Trennung von der Rahmer Bruderschaft 1922 führte er die Angermunder Bruderschaft als „Vorsitzender“. 1927 wurde ihm der Titel „Chef der Bruderschaft“ verliehen. Unter seiner Führung widersetzten sich die Schützen in Angermund der Gleichschaltung durch die Nationalsozialisten, mit der Folge, dass sie als Kirchliche Bruderschaft ab 1936 weder den Schießsport ausüben noch das jährliche Schützenfest feiern durften. Fettweis konnte gemeinsam mit dem Vorstand auch eine drohende Enteignung verhindern, indem sie den Grundbesitz der Bruderschaft verkauften und den Erlös der Katholischen Gemeinde Angermund spendeten. Im Gegenzug verpflichtete sich die Gemeinde in einer bis heute gültigen Vereinbarung, der Bruderschaft ihre jährlichen Aufwendungen für ihre kirchlichen Dienste zu erstatten. Fettweis gehörte der St. Sebastianus Bruderschaft Angermund bis zu seinem Tode an.

## Ehrenamtliche Tätigkeiten
- Der frühste Nachweis eines Einsatzes von Fettweis für öffentliche Belange ist sein Mitwirken an einer neuen Baupolizeiverordnung für die Landkreise des Regierungsbezirks Düsseldorf, die in der Sitzung des Vereins der Landgemeinden, Landbürgermeistereien und Bürgermeister des Regierungsbezirks Düsseldorf vom 9. Juni 1903 vorgestellt wurde.
- Von 1911 bis 1928 war der „Architect L. Fettweis (Angermund)“ Gemeindeverordneter in der Bürgermeisterei Angermund.
- Am 29. Mai 1919 wurde er zum stellvertretenden Vorsitzenden des Aufsichtsrats der neu gegründeten Gemeinnützigen Baugesellschaft Huckingen GmbH gewählt.
- Wahrscheinlich schon ab 1921, spätestens aber ab 1923, war Fettweis als gerichtlich vereidigter Sachverständiger für das Bauwesen tätig.
- Nach der kommunalen Neugliederung zum 1. August 1929 wurde Fettweis in die neue, kommissarische Amtsvertretung der Restgemeinde Angermund und Lintorf delegiert.
- Der Amtsvertretung des Amtes Ratingen-Land, die sich 1930 als Nachfolgerin der bisherigen Bürgermeisterei Angermund konstituierte, gehörte Fettweis nicht mehr an.[12]

## Mitgliedschaften
- Architekten und Ingenieurverein zu Düsseldorf, gegründet 1893
- Bund Deutscher Architekten (BDA)
- Künstlerverein „Malkasten“ Düsseldorf
- Deutsche Zentrumspartei
- Sebastianus Bruderschaft Angermund 1511 e. V.
- Reichskammer der bildenden Künste